# HC Düdingen Bulls
Der HC Düdingen Bulls ist ein Schweizer Eishockeyklub aus Düdingen im Kanton Freiburg, der derzeit am Spielbetrieb der MyHockey League, der dritthöchsten Ligastufe der Schweiz, teilnimmt. Seine Heimspiele trägt der Klub in der Regionaleisbahn Sense-See AG in Düdingen aus.

## Geschichte
Der HC Düdingen Bulls wurde 1966 gegründet. 1969 wurde eine Eisbahn errichtet, welche jedoch sieben Jahre später wieder weichen musste. 1971 wurde der Aufstieg in die 2. Liga realisiert. In den 1970er-Jahren wurden mehrmals die Finalspiele um den Aufstieg in die 1. Liga erreicht, welcher allerdings nicht erzielt wurde. Aufgrund der mangelhaften Infrastruktur stieg der Klub in den 1980er-Jahren bis in die 4. Liga ab. 1996 wurde schliesslich eine neue Eisbahn eröffnet. In der Folge gelang dem HC Düdingen Bulls innert weniger Jahre die Rückkehr in die oberste Amateurstufe, die 1. Liga. In der Saison 2012/13 wurde mit einem Sieg im Finalspiel gegen den EHC Burgdorf erstmals die Meisterschaft der 1. Liga errungen.

## Bekannte Spieler und Trainer
- Andrei Bykow
- Joël Genazzi
- Romain Loeffel
- Peter Weibel